# Municipio Roma XIII
Il Municipio Roma XIII Aurelio è la tredicesima suddivisione amministrativa di Roma Capitale.
È stato istituito dall'Assemblea Capitolina, con la delibera n.11 dell'11 marzo 2013, sostituendo il precedente municipio Roma XVIII (già "Circoscrizione XVIII").

## Geografia antropica

### Suddivisioni storiche
Nel territorio del Municipio insistono i seguenti comprensori toponomastici di Roma Capitale:
Quartieri
- Q. XIII Aurelio, Q. XIV Trionfale e Q. XXVII Primavalle

Suburbi
- S. IX Aurelio e S. X Trionfale

Zone
- Z. XLV Castel di Guido e Z. XLVIII Casalotti.

### Suddivisioni amministrative

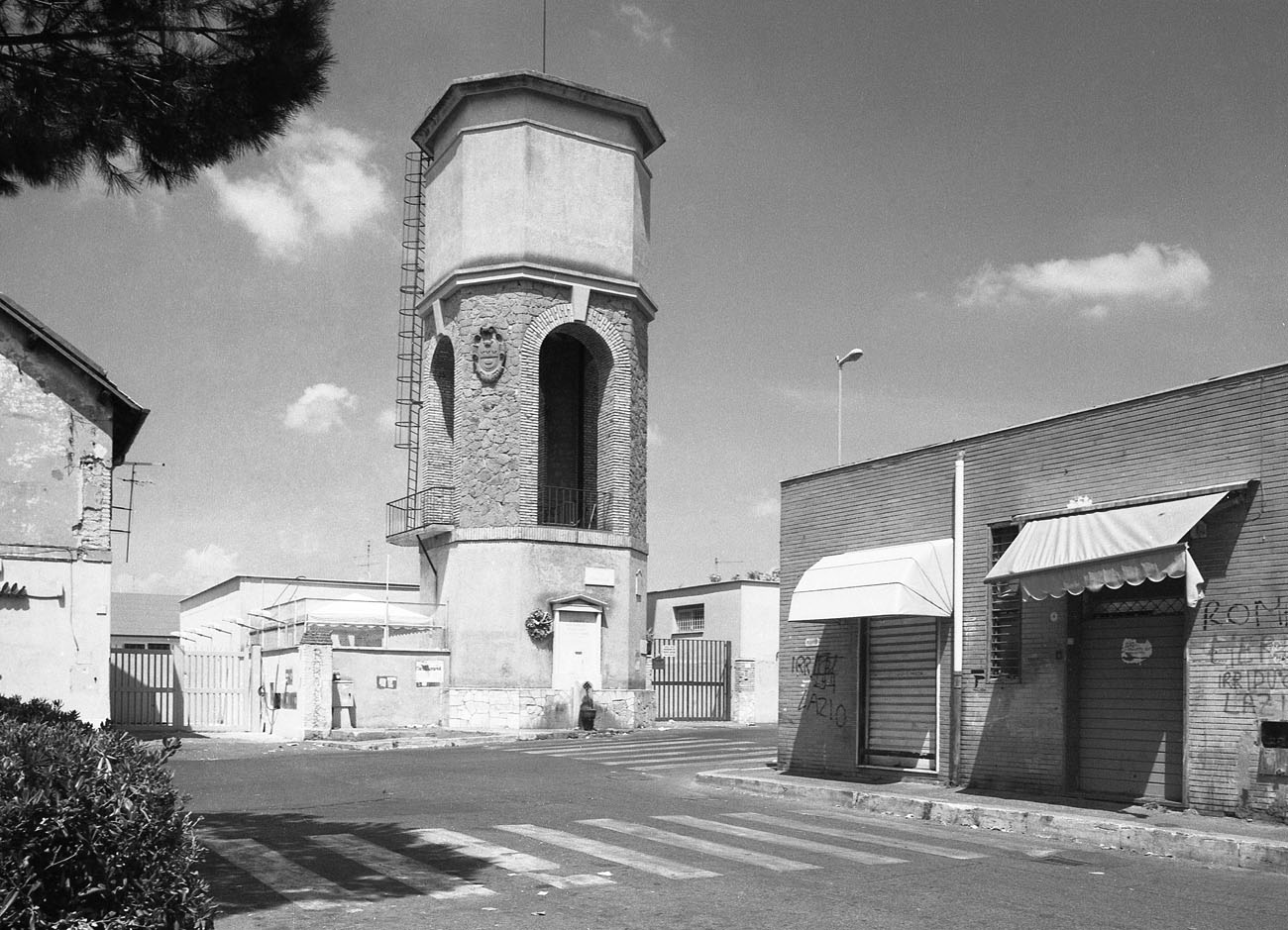
Piazza Cornelia il serbatoio degli anni 20

La suddivisione urbanistica del territorio comprende le sei zone urbanistiche dell'ex Municipio Roma XVIII e la sua popolazione è così distribuita:
| Municipio Roma XIII Aurelio | Municipio Roma XIII Aurelio | Municipio Roma XIII Aurelio | Municipio Roma XIII Aurelio |
| Denominazione               | Superficie                  | Abitanti                    |                             |
| --------------------------- | --------------------------- | --------------------------- | --------------------------- |
| 18A Aurelio Sud             | 2,87 km²                    | 24 540                      |                             |
| 18B Val Cannuta             | 7,11 km²                    | 33 555                      |                             |
| 18C Fogaccia                | 4,76 km²                    | 29 791                      |                             |
| 18D Aurelio Nord            | 1,33 km²                    | 18 075                      |                             |
| 18E Casalotti di Boccea     | 3,12 km²                    | 17 669                      |                             |
| 18F Boccea                  | 47,74 km²                   | 7 664                       |                             |
| Non localizzati             | –                           | 2 094                       |                             |
| Totale                      | 66,93 km²                   | 133 388                     |                             |

## Amministrazione
| Periodo | Periodo   | Primo cittadino        | Partito             | Carica     | Note  |
| ------- | --------- | ---------------------- | ------------------- | ---------- | ----- |
| 2013    | 2016      | Valentino Mancinelli   | Partito Democratico | Presidente |       |
| 2016    | 2021      | Giuseppina Castagnetta | Movimento 5 Stelle  | Presidente | [ 7 ] |
| 2021    | In carica | Sabrina Giuseppetti    | Partito Democratico | Presidente |       |